# Vladimir Nikolajevič Čelomej
Vladimir Nikolajevič Čelomej (rusky Владимир Николаевич Челомей; 30. června 1914, Siedlce, Ruské impérium, dnes Polsko – 8. prosince 1984, poblíž Moskvy) byl sovětský inženýr a konstruktér raket. Vynalezl první řízenou protilodní střelu, první sovětský pulzační motor a byl zodpovědný za sovětský program ICBM Sovětského svazu včetně návrhu raket UR-100, UR-200, UR-500 a UR-700.

## Mládí
Čelomej se narodil v Siedlce, Lublinská gubernie, Ruská říše (nyní Polsko) v rodině učitelů lidové školy. Když mu byly tři měsíce, východní fronta se přiblížila a jeho rodina uprchla do Poltavy na Ukrajině. V Poltavě vyrůstal v prostředí vysoce vzdělané ruské inteligence, sousedé a přátelé rodiny Čelomejů byli Puškinova vnučka Marija Alexandrovna Bykovová (manželka příbuzného Gogola) a její dcera Sofja Nikolajevna Danilevská, k jejichž okruhu přátel patřili i pedagog Makarenko a spisovatel Vladimir Galaktionovič Korolenko. Pod vlivem Danilevských se Vladimir Čelomej naučil hrát na klavír, hra se mu stala celoživotní zálibou. Když mu bylo dvanáct let, rodina se opět přestěhovala do Kyjeva .
V roce 1932 byl Čelomej přijat na Kyjevský polytechnický institut (ze kterého později vzešel Kyjevský letecký institut), kde se projevil jako student s mimořádným talentem. V roce 1936 vyšla jeho první kniha Vektorová analýza . Během studia na institutu také navštěvoval přednášky z matematické analýzy, diferenciálních rovnic, matematické fyziky, teorie pružnosti a mechaniky na Kyjevské univerzitě . Navštěvoval také přednášky Tullio Levi-Civita v Ukrajinské akademii věd SSR . V tomto období se Čelomej začal zajímat o mechaniku a teorii kmitů, což mu vydrželo po celý život. V roce 1937 Čelomej absolvoval institut s vyznamenáním. Poté zde působil jako odborný asistent a získal titul kandidáta věd (v roce 1939).

## Druhá světová válka
Od začátku Velké vlastenecké války v roce 1941 Čelomej pracoval v Baranově ústředním ústavu leteckých motorů v Moskvě, kde v roce 1942 vytvořil první sovětský pulzační motor, nezávisle na vědcích v nacistickém Německu,
V létě 1944 se už vědělo, že nacistické Německo použilo řízené střely V-1 proti jižní Anglii . Dne 9. října 1944, na základě rozhodnutí Státního výboru obrany SSSR a lidového komisaře pro letecký průmysl Alexeje Šachurina, byl Čelomej jmenován ředitelem a hlavním konstruktérem Konstrukční kanceláře číslo 51 v Reutovu u Moskvy (jeho předchozí ředitel Nikolaj Polikarpov krátce předtím zemřel). Čelomej měl co nejrychleji navrhnout, postavit a otestovat první sovětskou řízenou střelu. Již v prosinci 1944 byla raketa s kódovým označením 10Ch testována z letounů Petljakov Pe-8 a Tupolev Tu-2 .

## OKB-52 a akademická kariéra
Po jeho úspěchu s 10Ch bylo pod Čelomejovým vedením založena Speciální konstrukční kancelář pro bezpilotní letadla (OKB-52). Roku 1955 byl jmenován hlavním konstruktérem OKB-52, kde pokračoval v práci na řízených střelách.
Čelomej pokračoval ve vědeckém výzkumu a získal doktorát na Baumanově moskevské vysoké technické škole. V roce 1951 obhájil disertaci a v roce 1952 se stal profesorem na škole.
V roce 1958 předložila OKB-52 návrh na vícestupňovou mezikontinentální balistickou raketu . Ačkoli jejich raketa UR-200 byl zamítnuta ve prospěch R-36 Michaila Yangela (označení NATO SS-9 Scarp), jejich UR-100 byla přijata.

## Rakety
Roku 1959 byl Čelomej jmenován hlavním konstruktérem leteckého vybavení.
OKB-52, krom navrhování ICBM, začala pracovat na kosmických lodích. V roce 1961 začala pracovat na designu pro mnohem výkonnější ICBM, UR-500, ta ovšem byla odmítnuta coby nepraktická.
V roce 1962 se Čelomej stal členem Akademie věd SSSR.
Čelomej se stal konkurentem Sergeje Koroljova v „závodě o Měsíc“. Čelomej navrhl, aby byl výkonný UR-500 použit k vynesení malé dvoumístné lodi na průletu kolem Měsíce, a podařilo se mu získat podporu pro svůj návrh tím, že zaměstnal syna Nikity Chruščova, Sergeje Chruščova.  Tvrdil také, že UR-500 by mohl být použit k vynesení vojenské vesmírné stanice. 
Hádka mezi Sergejem Koroljovem a konstruktérem raketových motorů Valentinem Gluškem ohledně osobních otázek a toho, zda by N1 měla být poháněna RP-1 / LOX nebo hypergolickou pohonnou hmotou, vedla k tomu, že Gluško a Koroljov odmítli spolupracovat, což způsobilo, že Gluško místo Koroljovi nabídl svůj motor RD- 253 Čelomejovi, který jej použil na své UR-500.
3. srpna 1964 Ústřední výbor Komunistické strany a Rada ministrů SSSR přijaly dekret #655-268 O práci na výzkumu Měsíce a vesmíru, který definoval role Čelomeje a Koroljova ve vesmírném programu: Koroljov byl odpovědný za vývoj rakety N1, která byla vybrána k provedení měsíčního přistání s posádkou, zatímco Čelomejovi byl přidělen vývoj UR-500, který byl vybrán k provedení letu s posádkou kolem Měsíce. Projekty nadále fungovaly odděleně vedle sebe. První start UR-500 (také známá jako Proton) se uskutečnil počátkem roku 1965.
Ačkoli nikdy nebyl použit posílání kosmonautů na Měsíc, jak Čelomej doufal, Proton se stal základní nosnou raketou sovětské/ruské flotily pro těžké náklady a v průběhu let byl využíván pro planetární sondy, vesmírné stanice, geosynchronní satelity a další.
Čelomejova OKB také navrhovala protisatelitní zbraně, jako je Poljot . Na rozdíl od dřívějších satelitů byly Čelomejovy Poljot-1 (1963) a Poljot-2 (1964) vybaveny pohonným systémem, který jim umožňoval měnit jejich oběžné dráhy.  Vedl také vývoj družice Proton. V 70. letech 20. století Čelomejova OKB navrhla nerealizovaný raketolán založený na Protonu LKS (Kosmoljot) a pracovalo na vojenských orbitálních stanicích Almaz (z důvodu utajení známé jako Saljut 2, Saljut 3 a Saljut 5), které se také staly základem pro stanice Saljut, Mir a Zvezda. Na podporu svých stanic Almaz Čelomej navrhl kosmickou loď TKS jako velkou alternativu k Sojuzu. TKS nikdy neletěla s posádkou, jak bylo plánováno, ale deriváty létaly jako moduly na Saljut 7 a Mir. V 80. letech 20. století Čelomejova OKB navrhla nerealizovaný 15tunový kosmický letoun Uragan založený na nosné raketě Zenit-2.

## Smrt
Čelomej zemřel v Moskvě dne 12. srpna 1984 ve věku 70 let a byl pohřben na Novoděvičím hřbitově.

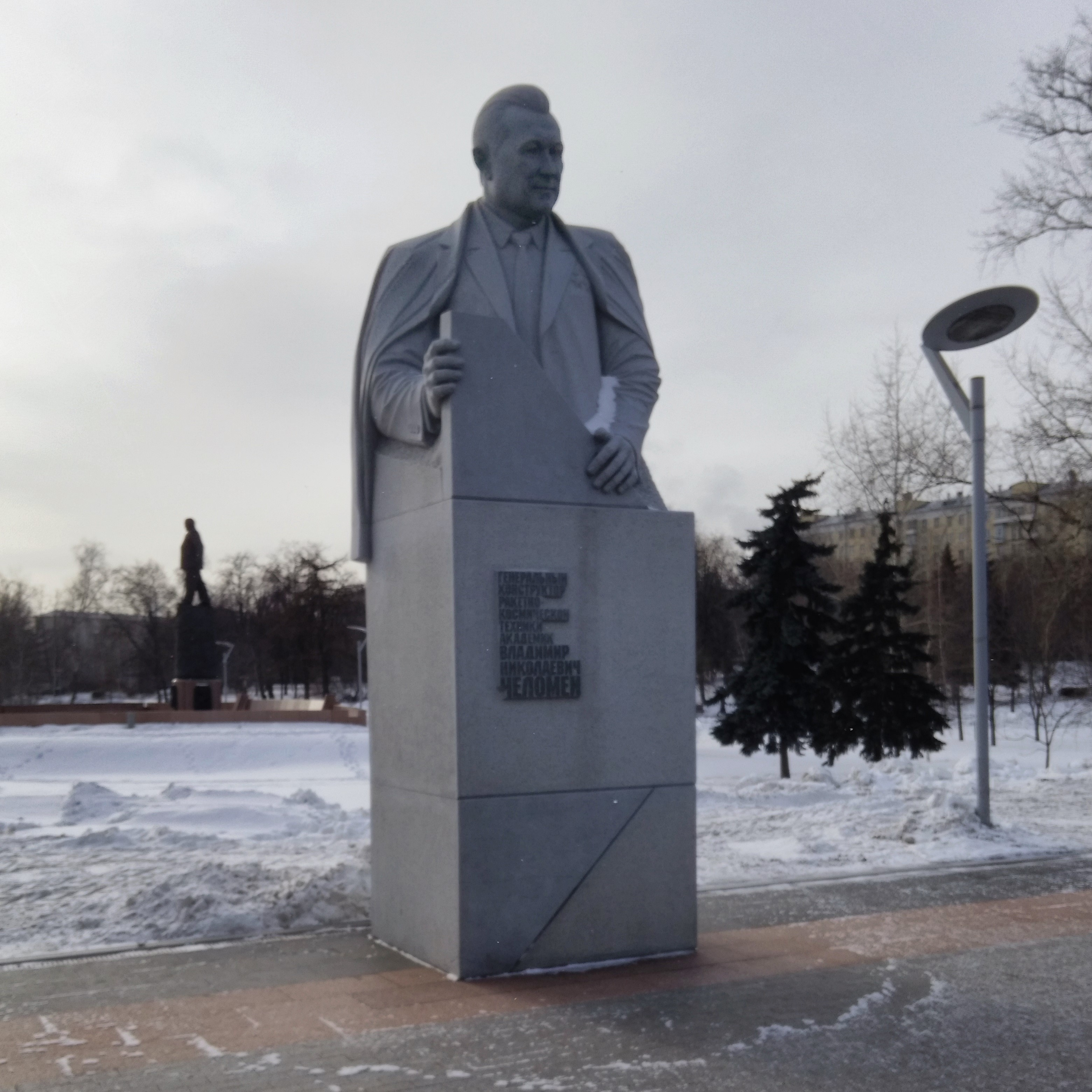
Čelomejův památník v Muzeu kosmonautiky v Moskvě

## Ocenění

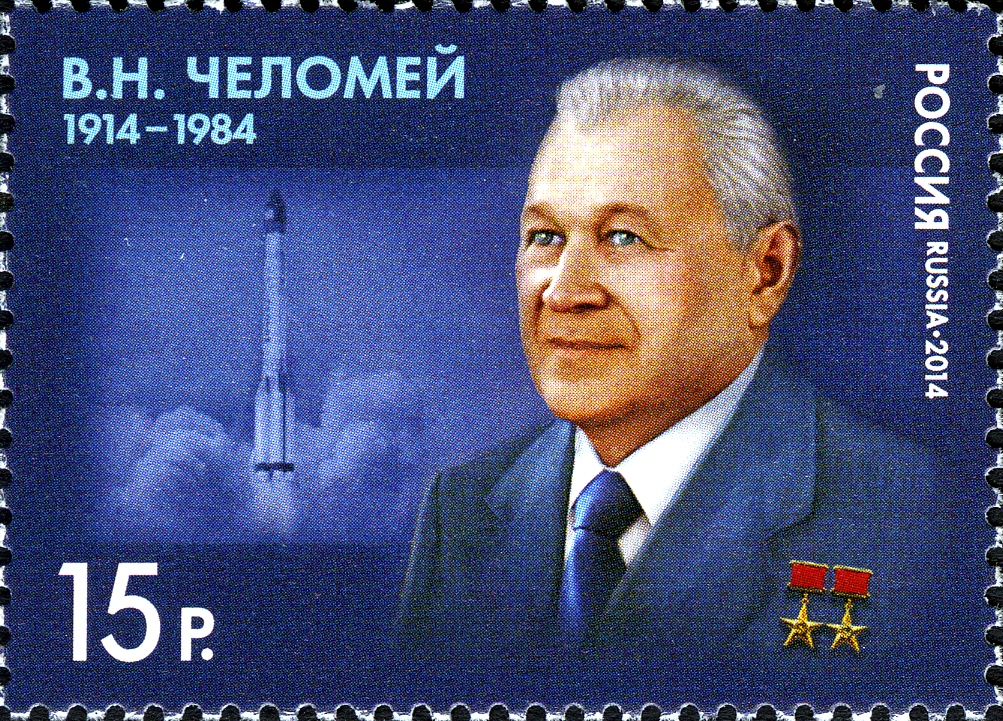
Ruská známka z roku 2014 ke 100. výročí narození Vladimíra Čelomeje

- Dvakrát hrdina socialistické práce (1959, 1963)
- Státní cena SSSR (1967, 1974, 1982)
- Leninova cena (1959)
- Čtyři Leninovy řády
- Řád Říjnové revoluce